# فريز مرغ (باقران)
فريز مرغ (بالفارسية: فریز مرغ) هي مستوطنة تقع في إيران في قسم باقران الريفي. يقدر عدد سكانها بـ 78 نسمة .